# Paul Hugh Emmett

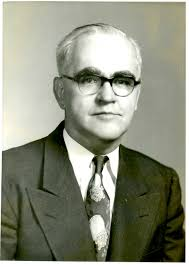
Paul Hugh Emmett, 1955

Paul Hugh Emmett (* 22. September 1900 in Portland (Oregon); † 22. April 1985) war ein US-amerikanischer Physikochemiker. Seine Forschungsschwerpunkte waren die Oberflächenphysik und die Katalyseforschung. Er war Studienfreund von Linus Pauling und heiratete 1976 in dritter Ehe Paulings Schwester Pauline.
Nach seinem BA-Abschluss am Oregon Agricultural College (heutige Oregon State University) wechselte Paul Emmett ans California Institute of Technology, wo er 1925 bei Arthur Ferguson Benton promovierte. 1937 wurde er Mitglied des Chemical Engineering Department der Johns Hopkins University. Im Jahr 1943 verließ er diese Universität und wurde Mitarbeiter beim Manhattan-Projekt auf dem Gebiet der Isotopentrennung (Separation von 235U und 238U). Nach Abschluss dieser Arbeiten wechselte er ans Mellon Institute of Industrial Research und schließlich, 1955, wieder an die Johns Hopkins University. In diesem Jahr wurde er auch Mitglied der National Academy of Sciences. Nach seiner Emeritierung im Jahr 1971 erhielt er eine Forschungsprofessur der Portland State University, die er bis zu seinem Tod innehatte.
1958 erhielt er von der American Chemical Society den Kendall Award. Seit 1971 verleiht die North American Catalysis Society (NACS) den Paul H. Emmett Award in Fundamental Catalysis.
Seine Arbeiten erstreckten sich über einen weiten Bereich der physikalischen Chemie, insbesondere der Erforschung der Mechanismen der Katalyse und der Isotopenforschung. Zusammen mit Stephen Brunauer und Edward Teller entwickelte er die BET-Messung zur Größenbestimmung von Oberflächen mittels Gasadsorption.